# MAB 38
De MAB 38 is een Italiaanse pistoolmitrailleur, die in 1938 in dienst en productie is genomen. De volledig naam is Moschetto Automatico Beretta Modello 38, wat zich vertaalt naar Automatische Karabijn Beretta Model 38.

## Geschiedenis
Het eerste prototype van de MAB 38 ontstond in 1935, en staat bekend als de Modello 1935. Dit wapen was ontwikkeld voor een speciale 9 mm Parabellum patroon, ontwikkeld door Fiocchi. Hoewel ook standaardpatronen verschoten konden worden, was de Fiocchi-patroon enigszins krachtiger, met een hogere mondingssnelheid.
Het wapen zelf had een unieke aluminium koelmantel, en twee verschillende trekkers. Met de voorste trekker kon half-automatisch vuur worden afgegeven, terwijl de achterste trekker bedoeld was voor volautomatisch vuur. Om ook in het donker onderscheid tussen beiden te kunnen maken, was het oppervlak van de voorste trekker gebobbeld.
Later zou een bajonethaft worden toegevoegd, en in januari 1938 zou het wapen als de MAB 38 worden geproduceerd. In juli van hetzelfde jaar werd het wapen in dienst genomen door het Koninklijk Italiaans Leger.

## Gebruikers
- Italië: De MAB 38 was de standaard pistoolmitrailleur van het Italiaanse leger tussen 1938 en 1945.
- nazi-Duitsland: Na de wapenstilstand tussen Italië en de geallieerden zou Beretta de MAB 38 voor de Duitsers produceren. Het wapen stond in Duitse dienst bekend als de MP 738 (i) en MP 739 (i) voor de MAB 38/42 en 38/44 respectievelijk.[4][5]
- Nederland: Het Legermuseum bezit een Beretta 38A met een Rijkseigendom stempel, wat betekent dat het wapen na 1945 deel uitmaakte van de Nederlandse bewapening.[6]
- Bondsrepubliek Duitsland: De West-Duitse Bundesgrenzschutz kocht in de jaren '50 de MAB38/49. Met de oprichting van de Bundeswehr deed het wapen daar als MP1 dienst. Het wapen was niet populair bij de Bundeswehr.[7]